# Пінон новозеландський
Пінон новозеландський (Hemiphaga novaeseelandiae) або кереру (маор. kererū) — вид голубових, поширений у Новій Зеландії.

## Поширення
Ендемік Нової Зеландії. Спочатку проживав у низинних лісах. Тепер також трапляється в клаптях кущів на орних землях, в садах і міських парках.

## Поведінка
Основною їжею є ягоди. Наприкінці зими, коли мало або зовсім немає ягід, слугують їжею також листки й пагони рослин. 

## Відтворення
Розмноження зазвичай відбувається навесні або на початку літа. Яйця особливо довгі, вузькі й білі. Самиця висиджує яйця ніч і ранок, самець бере з полудня до вечора. Пташеня живуть у гнізді 36 днів.

## Морфологія
Має розмір голуба. Тіло товсте, хвіст довгий, голова невелика. Статевий диморфізм виражений слабко. Оперення голови, шиї і грудей відтінків зеленого. Живіт, боки і підхвістя білі. Підкрилля та хвіст від темно-сірого до сланцево-чорного.

## Цікаво
Подейкують, що зіткнувшись з надлишком фруктів, кереру об'їдається ними і завдяки еластичному зобу починає розширюватися. Це така анатомічна адаптація, яка дає змогу птахам дуже швидко з'їдати багато їжі, а потім зберігати її, поки травна система її переробить. Тому, коли зоб вже повністю набитий, він після прийому їжі надає цим незвичайним голубам доволі круглої форми. Щоправда , на досить короткий час.
Кереру люблять ніжитися на теплому сонці, і, маючи повний «мішок» фруктів, які нагріваються всередині, ніби чекає, коли ті почнуть бродити, виробляючи алкоголь. Можливо, когось це здивує, але така незвичайна особливість їхнього організму не завадило кереру здобути любов новозеландців, які у 2018 році нагородили їх почесним званням «Птах року».